# Per Lucia
Per Lucia var Italiens bidrag till Eurovision Song Contest 1983, och sjöngs på italienska av Riccardo Fogli. Låten är en ballad, där Fogli sjunger om vad han vill göra för sin älskade Lucia, bland annat anordna en fest i hela landet.
Låten var det femte bidraget som framfördes (efter Sveriges Främling med Carola Häggkvist och före Turkiets Çetin Alp & The Short Waves med bidraget Opera). Då omröstningen avslutats hade låten fått 41 poäng, och slutade på elfte plats av 20.
Svenska dansbandet Wizex tolkade låten på albumet Julie 1983 som "Här är sången" med text på svenska av Monica Forsberg. 

### Fotnoter
1. ↑  ”Listplacering”. http://hitparad.se/showitem.asp?interpret=Riccardo+Fogli&titel=Per+Lucia&cat=s. Läst 5 maj 2011.
2. ↑  ”Svensk mediedatabas”. http://smdb.kb.se/catalog/id/001888945. Läst 21 april 2011.